# Стефан Караджово
Стефан Караджово е село в Югоизточна България, област Ямбол, община Болярово.

## География
Намира се на 40 км от Ямбол, на 11 км от гр. Болярово и на 65 км от Бургас. Разположено е върху северните склонове на Странджа планина.
Климатът на селото е преходно-континентален със средиземноморско влияние. Лятото е горещо, зимата е мека, пролетта настъпва рано – към края на февруари, а топлата и слънчева есен докъм средата на декември. Облачността и валежите са умерени, относителната влажност на въздуха е под умерената, мъгливостта е слаба, продължителността на слънчевото греене е значително. Посочените климатични особености са характерни за крайните южни райони на страната, които обуславят мек, щадящ климат за организма през пролетта, есента и зимата и сухо и горещо време през летните месеци.

## История
Старото име на селото е Ичме, което идва от турската дума за „горчив“, какъвто типичен вкус има местната вода.

## Забележителности
- Читалище „Стефан Караджа“
- Къща музей на Стефан Караджа.
- Минерални извори

## Редовни събития
- Ежегоден селски събор, който се провежда на 24 май.

## Личности
Родени
- Стефан Караджа (1840 – 1868), революционер

## Други
Връх Стефан Караджа на Антарктическия полуостров е наименуван на селото.

## Легенди и предания
Една от легендите на селото е свързана с прословутия „Крастав кладенец“. Името му идва от това, че самата вода лекува всякакви кожни нарушения. Легендата гласи, че в миналото стадо овце се е разболяло от краста и стопанинът им решил да ги потопи в извора насред полето. Животните оздравели след няколко дни.
Сега „Краставият кладенец“ е оформен като басейн, с малък параклис и място за отдих. На около 3 км от селото се намира невероятна ловна хижа, разположена в живописен район с девствена гора и много вирове.